# 태원 선우씨
청계중 정태원 선우씨(太原鮮于氏)는 한국의 성씨이다. 시조 선우정(鮮于靖)은 고려 문종 때 중서주서(中書注書)를 지냈다.

## 역사
비조(鼻祖) 기자(箕子)는 주나라 무왕 때 기자조선을 세우고 그의 맏아들 기송(箕松)이 2대 장혜왕(莊惠王)으로 즉위하면서 아우인 기중(箕仲)을 우산국(于山國)에 봉하여 나라를 세웠으므로 조선의 선(鮮)자와 우(于)자를 따서 선우씨(鮮于氏)로 삼았다고 한다. 기자가 식읍(食邑)을 하사받은 태원(太原)을 본관으로 삼게 되었다고 한다. 기준이 위만에게 나라를 빼앗기고 남천하여 금마군(金馬郡)에 나라를 세워 마한(馬韓)이라 칭했으나 백제에게 나라를 빼앗겨 8대 원왕(元王)의 아들 기양(箕諒)이 평안남도 룡강군 오석산(烏石山)으로 들어가 성을 쌓고 창도(創都)하여 나라를 황룡(黃龍)이라 하며 세계를 이어왔다고 한다. 기양의 10세손 기병(箕柄)이 고구려에 나라를 빼앗겨 서민(庶民)으로 세계를 이어왔다고 한다.
그러나 상계(上系)를 고증할 문헌이 전하지 않아 세계가 명확하지 못하여 고려 고종 때 중서주서(中書注書)를 지낸 선우정(鮮于靖)을 1세조로 한다.
중시조 선우협(鮮于浹, 1588년 ~ 1653년)은 조선 중기의 학자이다. 자는 중윤(仲潤), 호는 돈암(遯菴)이며, 평안도 태천(泰川) 출신이다. 아버지는 숭인전감(崇仁殿監) 선우식(寔)이며, 어머니는 경주 이씨(慶州李氏)로 어모장군(禦侮將軍) 이억수(億壽)의 딸이다. 38세에 도산서원(陶山書院)을 찾아가 이황(李滉)이 남긴 장서 수백권을 열람하고 돌아오는 길에 장현광(張顯光)을 찾아가 학문을 질문하였다. 그 뒤 많은 제자들이 그를 따랐으며, 일생동안 후진양성에 심혈을 기울였다. 1628년(인조 6) 학행으로 사직참봉(社稷參奉)에 임명된 것을 비롯, 장악원주부(掌樂院主簿)·성균관사업(成均館司業) 등에 여러 차례 천거되었으나 모두 사양하였다. 치심궁리(治心窮理)와 입현무방(立賢無方)의 도를 내용으로 하는 상소문을 올려 시행하게 하기도 하였다. 심성이기(心性理氣)를 깊이 연구하였으며, 특히 『주역』에 통달하였다. 당대의 석학 김집(金集)과도 학문적인 토론을 교환하였으며, 세상사람들이 관서부자(關西夫子)라 칭하여 존경하였다. 1883년(고종 20) 이조판서에 추증되었고, 평양의 용곡서원(龍谷書院)과 태천의 돈암서원(遯菴書院)에 제향되었다. 시호는 문간(文簡)이다. 저서로는 『돈암전서』 7권 5책이 있다. 

## 본관
본관은 기자조선(朝鮮)을 세운 기자의 출신지인 태원(太原)이다. 태원은 현재의 중화인민공화국 산서성 (山西省) 타이위안이다.

## 인물
- 선우갑
- 선우순
- 선우영빈
- 선우은숙
- 선우일
- 선우재덕
- 선우종원
- 선우진
- 선우혁
- 선우휘
- 선우정아

## 과거 급제자
태원 선우씨는 조선시대 문과 급제자 4명, 사마시 10명을 배출하였다.
문과
선우석(鮮于) 선우승(鮮于昇) 선우업(鮮于澲) 선우헌(鮮于𨯶)
생원시
선우렴(鮮于澰) 선우상(鮮于潒) 선우숙(鮮于淑) 선우주(鮮于疇) 선우항(鮮于沆)
진사시
선우각(鮮于恪) 선우수(鮮于燧) 선우억(鮮于億) 선우연(鮮于燃) 선우철(鮮于澈)
음관
선우석(鮮于) 선우승(鮮于昇) 선우업(鮮于澲) 선우헌(鮮于𨯶)

## 인구
1930년 국세조사 당시 선우씨의 80%는 평안북도와 평안남도에 분포하고 있었으며 대규모의 집성촌을 이루어 살고 있다.
- 1985년 734가구 2,929명
- 2000년 1,100가구 3,547명

## 이성동본
- 청주 한씨
- 행주 기씨